# 생성물
생성물(生成物, 영어: product)은 화학 반응으로 형성되는 화학종이다. 화학 반응이 일어나는 동안 반응물은 고에너지 전이 상태를 통과한 후 생성물로 전환된다. 반응물은 화학 반응을 통해 소비된다. 화학 반응은 자발적인 반응일 수도 있고, 전이 상태의 에너지를 낮추는 촉매에 의해 매개되거나 반응이 일어나기 위해 필요한 화학적 환경을 제공하는 용매에 의해 매개될 수도 있다. 화학 반응식으로 표현될 때, 가역 반응인 경우에도 생성물은 관례에 따라 오른쪽에 표기한다. 에너지와 같은 생성물의 특성은 반응이 에너지 방출반응인지 에너지 흡수반응인지와 같은 화학 반응의 몇 가지 특성들을 결정하는데 도움을 준다. 또한 생성물의 특성은 특히 생성물이 반응물과 다른 물질 상태일 경우 화학 반응에 따라 추출하고 정제하는 것을 더 쉽게 할 수 있다. 반응물은 화학 반응을 일으키는데 사용되는 화학종이다. 화학 반응에서 원자는 생성되거나 파괴되지 않는다. 반응물은 화학 반응 중에 재배치된다.
| 자발적인 반응 {\displaystyle R\rightarrow P} - 여기서 R은 반응물이고, P는 생성물이다. | 촉매 반응 {\displaystyle R+C\rightarrow P+C} - 여기서 R은 반응물이고, P는 생성물이며, C는 촉매이다. |

화학 연구의 상당 부분은 유익한 생성물의 합성 및 특성 분석, 바람직하지 않은 생성물의 검출 및 제거에 초점을 맞추고 있다. 합성화학자는 새로운 화학 물질을 설계하고 화학 물질 합성을 위한 새로운 방법을 개척하는 연구화학자와 화학 물질의 생산을 확대하고 안전하고 보다 환경적으로 지속가능하며, 더 효율적으로 과정을 만드는 공정화학자로 세분화될 수 있다. 다른 분야로는 살아있는 생물에 의해 만들어진 생성물을 분리하고, 이러한 생성물을 특징짓고 연구하는 천연물화학자들이 있다.

## 반응의 결정
화학 반응의 생성물은 반응의 몇 가지 측면에 영향을 미친다. 생성물이 반응물보다 에너지가 낮으면, 반응은 에너지 방출반응이 된다. 에너지 방출반응은 열역학적으로 유리하며, 자발적으로 일어나는 경향이 있다. 그러나 반응의 동역학이 충분히 높으면, 반응이 너무 느리게 일어나거나 아예 일어나지 않을 수 있다. 이는 대기압에서 다이아몬드가 저에너지 상태의 흑연으로 전환되는 경우로, 이러한 반응에서 다이아몬드는 준안정 상태로 간주되며 흑연으로 전환되는 것이 실제로 관찰되지는 않을 것이다.
생성물이 반응물보다 화학 에너지가 더 높을 경우, 반응을 진행시키는데 에너지가 투입되므로 에너지 흡수반응이 된다. 또한 생성물이 반응물보다 안정하지 못한 경우, 레플러의 가정(Leffler's assumption)은 전이 상태가 반응물보다 생성물과 더 유사할 것이라고 가정한다. 때때로 생성물은 반응물과 상당히 다를 경우, 예를 들면 반응물이 용해될 때, 생성물이 불용성이거나 용액에서 침전되는 경우와 같이 반응 후에 쉽게 정제될 수 있다.

## 역사
19세기 중반 이래로 화학자들은 화학 물질을 합성하는데 몰두해왔다. 천연물화학자와 같이 생성물의 분리와 특성을 연구하는데 초점을 맞춘 분야는 현장에서 여전히 중요하며, 합성화학자들과 함께 천연물화학자들의 성과들은 오늘날 화학을 이해하는데 많은 기여를 하였다.
화학 합성의 대부분은 새로운 합성 기술의 발견 뿐만 아니라 신약의 설게와 생성에서 발생하는 새로운 화학 물질의 합성과 관련이 있다. 2000년대 초부터 공정화학은 화학 합성을 산업적인 수준으로 확장하고, 이러한 과정들을 보다 효율적이고, 안전하며, 환경적으로 책임있게 만드는 방법들을 찾는데 초점을 맞춘 합성화학의 뚜렷한 분야로 부상하기 시작했다.

## 생화학

락테이스(효소)에 의한 이당류인 젖당(기질)이 단당류인 갈락토스(생성물)와 포도당(생성물)으로 전환되는 과정

생화학에서 효소는 기질을 생성물로 전환시키는 생물학적 촉매로 역할을 한다. 예를 들어 락테이스의 생성물은 갈락토스와 포도당이며, 기질인 젖당으로부터 생성된다.
{\displaystyle S+E\rightarrow P+E}
- 여기서 S는 기질이고, P는 생성물이며, E는 효소이다.

### 생성물 다중기능성
어떤 효소들은 단일 기질을 여러 가지의 다른 생성물들로 전환시키는 일종의 다중기능성(promiscuity)을 나타낸다. 이것은 반응이 다양한 생성물들로 분해될 수 있는 고에너지 전이 상태를 통해 일어날 때 발생한다.

### 생성물 저해
어떤 효소들은 반응의 생성물이 효소와 결합하고, 효소의 활성을 감소시키는 것에 의해 저해된다. 이것은 대사 경로를 조절하는 음성 피드백의 한 형태로서 대사의 조절에 중요할 수 있다. 이 효과를 극복하면 생성물의 생산량을 증가시킬 수 있기 때문에 생성물 저해는 생명공학기술 분야의 중요한 주제이다.

## 같이 보기
- 화학 반응
  - 반응물 (기질)
  - 시약
    - 전구물질

  - 촉매
  - 효소
  - 유도체
- 화학 평형
- 열역학 제2법칙